# NightDragon
Pour plus de détails, voir Fiche technique et Distribution.
NightDragon est un film britannique co-écrit et réalisé par Tim Biddiscombe, sorti en 2008.

## Fiche technique
- Titre : NightDragon / Night Dragon
- Réalisateur : Tim Biddiscombe
- Scénario : Tim Biddiscombe, Drew Cullingham
- Producteur :
- Société de production : Anvil Post Production
- Pays de production :  Royaume-Uni
- Langue d'origine : Anglais
- Lieux de tournage : Londres, Angleterre, Royaume-Uni
- Genre : Drame, thriller
- Format : Couleurs
- Durée : 1 h 20
- Date de sortie :
  - Allemagne 7 février 2008 (European Film Market)

## Distribution
- Imogen Church : Liz
- Bette Annette Kellow : Millie (créditée sous le nom d'Annette Kellow)
- Alan Ford : Hansen
- James Fisher : Beckett
- Scott North : Christian (crédité  sous le nom de Scott Thomas)
- Russell Jones : Tom
- Dave Lyons : l'employé de bureau stupéfié
- Nick Stanley : Heath